# Haplothrips shacklefordi
Haplothrips shacklefordi är en insektsart som beskrevs av Dudley Moulton 1927. Haplothrips shacklefordi ingår i släktet Haplothrips och familjen rörtripsar. Inga underarter finns listade i Catalogue of Life.